# Joia Rara
Joia Rara è una telenovela brasiliana in 173 episodi prodotta da TV Globo, che l'ha trasmessa dal 16 settembre 2013 al 5 aprile dell'anno seguente.
Scritta da Duca Rachid, Thelma Guedes e Thereza Falcão, vede anche la collaborazione di Manuela Dias, Luciane Reis, Camila Guedes, Alessandro Marson e Newton Cannito. Conta diversi registi: Amora Mautner (alla regia generale), Ricardo Waddington, Paulo Silvestrini, Joana Jabace, Enrique Díaz, Fábio Strazzer.
Il cast principale comprende gli attori Bruno Gagliasso, Bianca Bin, Carmo Dalla Vecchia, Nathalia Dill.
Nel 2014 la telenovela è stata premiata con l'Emmy. 